# دار الصدقة
دار الصدقة قصر يقع في قصبة الجزائر، المصنفة تراثا عالميا من طرف اليونسكو.

## الموقع
تقع دار الصدقة في شارع الشيخ القناعي، بمحاذاة قصر حسن باشا بالقصبة السفلى، في سوق الجامع، وتطل على شارع الإخوة مشري.

## التاريخ
كانت دار الصدقة مقرًا لمؤسسة خيرية وأصبحت فيما بعد مقرصا للجنة مهرجان مدينة الجزائر، وتضم حالياً مؤسسة الأمير عبد القادر. صُنفت عام 1887، وتتطلب حالتها أعمال إعادة تأهيل.